# Federico Sustris

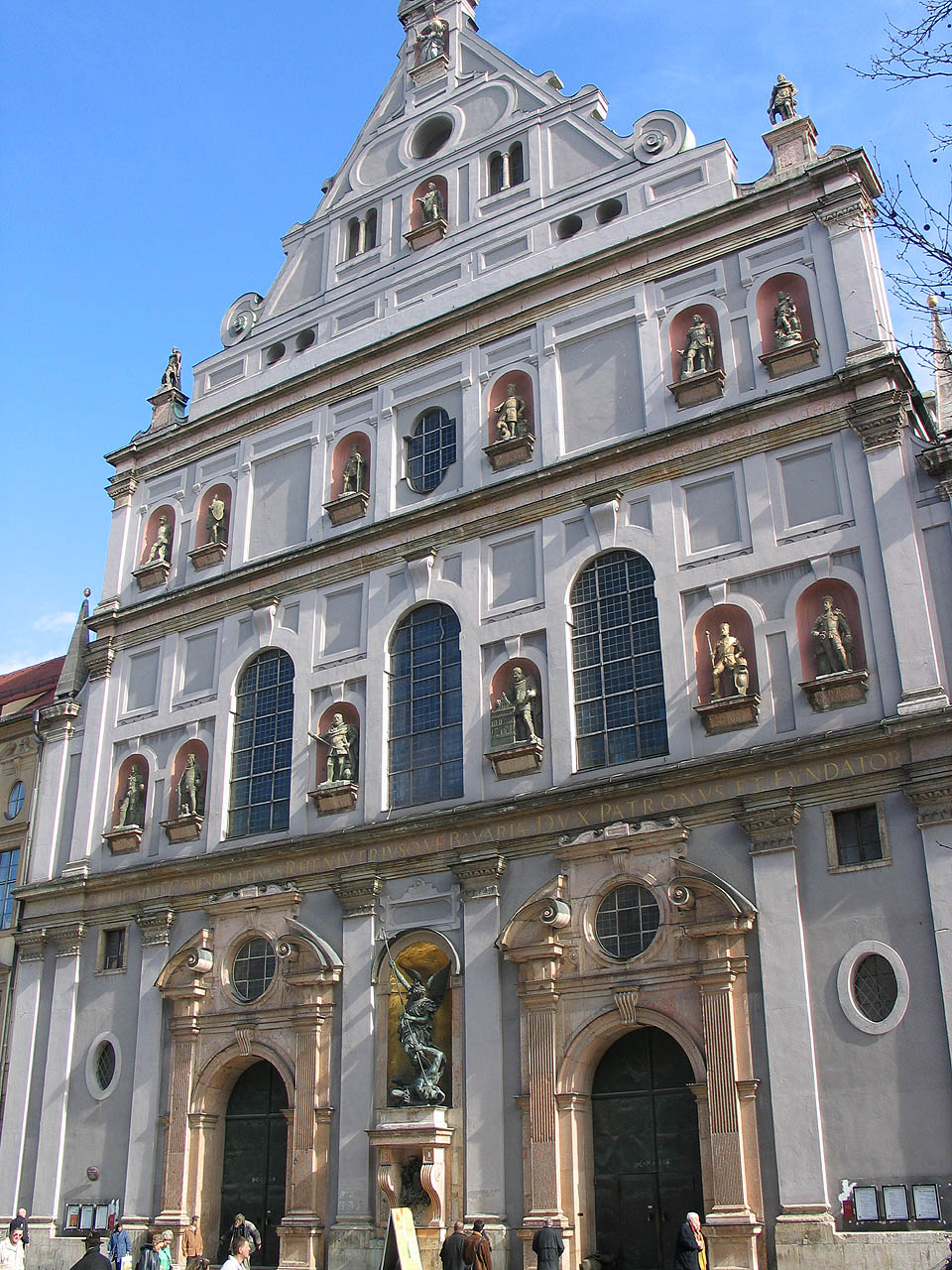
San Michele Monaco

Federico Sustris (Padova, 1540 – Monaco di Baviera, 1599) è stato un architetto, pittore e decoratore manierista italiano.

## La vita
Sull'infanzia di Sustris poco si sa. Fra le prime notizie che abbiamo, è certo che si recò con il padre Lambert Sustris, anche lui pittore, a Venezia e Padova. Dal 1563 al 1567 fu allievo e assistente di Giorgio Vasari a Firenze dopo un lungo giro che l'aveva portato, intorno al 1560, a Roma. Dopo questi anni di formazione ricevette la prima commissione importante da Hans Fugger, che gli affidò la decorazione della casa Fugger a Venezia.
Dal 1573 collaborò con diversi architetti e pittori, tra cui Carlo Pallago di Augusta nelle sale per la collezione d'arte di Hans Fugger nella parte posteriore delle cosiddette case Fugger di Augusta.
Entrò nel 1573 come artista e decoratore al servizio della Corona Bavarese, presso Guglielmo V di Baviera . Uno dei suoi compiti principali fu dirigere la trasformazione del Castello di Trausnitz a Landshut. Una serie di affreschi, dentro il castello, sono di Alessandro Scalzi detto Il Paduano, probabilmente suo cognato, mentre alla mano di Sustris possono essere attribuite le decorazioni sul soffitto in collaborazione con Antonio Ponzano.
Con il trasferimento nella capitale del duca suo mecenate, nel 1579 Sustris è a Monaco di Baviera. Nel 1583 divenne capo architetto e pittore nel servizio di corte. Il suo linguaggio artistico e formale è erede del Manierismo da lui importato a Monaco di Baviera. Dopo l'abdicazione del Duca, nel 1597, Sustris entra al servizio personale dell'ex sovrano.
A Monaco, Sustris contribuisce all'espansione della Grottenhof, poi decorata da Antonio Ponzano e Pieter de Witte, l'Antiquarium e la Residenza di Monaco.
Dal 1583 al 1597 fu impegnato nella sua opera più importante e più nota: la Chiesa dei Gesuiti di San Michele e probabilmente anche l'adiacente Collegio.

## Opere
- Casa dei Fugger a Venezia
- Casa dei Fugger ad Augusta
- Residenza di Monaco (Grottenhof, 1581 - 1586, Antiquarium)
- Chiesa di San Michele (Monaco di Baviera) (1583 - 1597)